# 더 버지
더 버지(The Verge)는 뉴욕 로어맨해튼에 본부를 둔 기술 뉴스 웹사이트로, 복스 미디어가 운영한다. 이 웹사이트는 뉴스, 특집 기사, 가이드북, 제품 리뷰, 소비자 가전 뉴스, 팟캐스트를 발행한다.
이 웹사이트는 2011년 11월 1일에 출시되었으며, 복스 미디어의 독점 멀티미디어 출판 플랫폼인 코러스를 사용한다. 2014년에 닐레이 파텔이 편집장으로, 디터 본이 총괄 편집자로 임명되었고, 헬렌 해블락은 2017년에 편집 이사로 임명되었다. 더 버지는 2012년에 최고의 글쓰기 (편집), The Vergecast를 위한 최고의 팟캐스트, 최고의 시각 디자인, 최고의 소비자 가전 웹사이트, 최고의 모바일 뉴스 앱 등 5개의 웨비상을 수상했다.

## 역사

### 기원
2011년 3월에서 4월 사이에, 엔가젯의 편집장 조슈아 토폴스키를 포함한 최대 9명의 작가, 편집자, 제품 개발자들이 해당 웹사이트의 모회사인 AOL을 떠나 새로운 가젯 웹사이트를 시작했다. 떠난 다른 편집자들로는 총괄 편집자 닐레이 파텔과 직원인 폴 밀러, 로스 밀러, 조애나 스턴, 크리스 지글러, 그리고 제품 개발자 저스틴 글로우와 댄 칠턴이 있었다. 2011년 4월 초, 토폴스키는 자신들의 이름 없는 새 웹사이트가 스포츠 뉴스 웹사이트인 SB 네이션과 파트너십을 맺고 가을에 출시될 것이라고 발표했다. 토폴스키는 SB 네이션의 독립 저널리즘과 자체 콘텐츠 전달 도구 개발에 대한 신념을 포함하여 출판의 미래에 대한 유사한 관심에 대해 칭찬했다. SB 네이션의 짐 뱅코프는 두 웹사이트의 인구 통계학적 중복과 SB 네이션 모델을 확장할 기회를 보았다. 뱅코프는 이전에 2005년에 AOL에서 근무했으며, 그곳에서 엔가젯 인수를 주도했다. 다른 뉴스 매체들은 이 파트너십이 SB 네이션과 토폴스키의 직원 모두에게 긍정적이며 AOL의 전망에는 부정적이라고 보았다.
복스 미디어 (SB 네이션 소유주)의 의장이자 CEO인 뱅코프는 2011년 인터뷰에서 회사가 스포츠에 중점을 두고 시작했지만, 소비자 기술을 포함한 다른 분야도 회사에 성장 잠재력이 있다고 말했다. 복스 미디어의 콘텐츠 관리 시스템(CMS)인 코러스 개발은 트레이 브룬드렛이 주도했으며, 그는 후에 회사의 최고운영책임자가 되었다.

### This Is My Next
2011년 4월, SB 네이션과의 미정 파트너십 소식에 이어 토폴스키는 파텔, 폴 밀러, 그리고 자신이 진행하는 엔가젯 팟캐스트가 'This Is My Next'라는 임시 웹사이트에서 계속될 것이라고 발표했다. 2011년 8월까지 이 웹사이트는 순 방문자 100만 명과 페이지뷰 340만 회를 기록했다. 2011년 10월까지 이 웹사이트는 월간 순 방문자 300만 명과 총 페이지뷰 1000만 회를 기록했다. 타임은 이 웹사이트를 2011년 최고의 블로그에 선정하며 프로토타입 웹사이트를 "모범적"이라고 평가했다. 이 웹사이트는 2011년 11월 1일 더 버지가 출시되면서 폐쇄되었다.
2014년 6월 11일, 더 버지는 전 편집자 데이비드 피어스가 편집한 "This Is My Next"라는 새 섹션을 소비자 가전제품 구매 가이드로 시작했다. 2022년까지 이 섹션은 단순히 "구매 가이드"로 이름이 변경되었다.

### 출시
더 버지는 2011년 11월 1일에 출시되었고, 새로운 모회사인 복스 미디어의 발표와 함께 시작되었다. 회사에 따르면, 이 웹사이트는 4백만 명의 순 방문자와 2천만 건의 페이지뷰를 기록하며 출시되었다. 토폴스키가 떠날 당시, 엔가젯은 1400만 명의 순 방문자를 보유하고 있었다. 복스 미디어는 2012년 하반기 동안 순 방문자 수가 약 1500만 명으로 두 배 증가했다. 더 버지는 출시 당시 토폴스키와 함께 일하는 전 엔가젯 직원 12명을 보유하고 있었다. 그들은 전 니오윈 편집장이자 윈루머스 블로거였던 톰 워렌을 새로운 영국 기반 선임 편집자로 고용했다. 2013년에 더 버지는 전 와이어드 편집자 케이티 드러몬드가 주도하는 새로운 과학 섹션인 버지 사이언스를 출시했다. 파텔은 2014년 중반에 토폴스키를 대신하여 편집장이 되었다. 저널리스트 월트 모스버그는 복스 미디어가 2015년에 리코드를 인수한 후 더 버지의 편집 팀에 합류했다. 2016년까지 웹사이트의 광고는 기사 내용과 일치하는 디스플레이 광고에서 사용자에게 맞춰진 파트너십 및 광고로 바뀌었다.

### 2016년–현재

2016–2022년 로고

복스 미디어는 2016년 11월 5주년을 맞아 더 버지의 시각 디자인을 개편했다. 로고는 수정된 펜로즈 삼각형, 즉 불가능한 물체를 특징으로 한다. 11월 1일, 더 버지는 새로운 로고와 함께 재설계된 웹사이트를 제공하는 뉴스 플랫폼 버전 3.0을 출시했다.
2016년 9월, 더 버지는 부편집장 크리스 지글러가 7월부터 애플에서 일하고 있었다는 사실을 알게 된 후 그를 해고했다. 헬렌 해블락은 2017년 중반에 편집 이사로 승진했다. 2017년에 더 버지는 기술 제품 리뷰를 다루는 "가이드북"을 출시했다. 2018년 5월, 버지 사이언스는 유튜브 채널을 개설했으며, 2019년 1월까지 638,000명 이상의 구독자와 3천만 회의 조회수를 기록했다. 이 채널은 2018년 11월에만 530만 회 이상의 조회수를 기록했다. 2023년 8월 기준으로 이 채널은 1억 회 이상의 조회수와 115만 명의 구독자를 보유하고 있다.
2022년 3월, 디터 본은 더 버지의 총괄 편집장직에서 사임하고 구글의 새로운 직책으로 이동할 것이라고 발표했다.
더 버지는 2022년 9월에 더 선명하고 단순한 로고, 더 다채로운 시각 디자인, 새로운 서체로 웹사이트를 리브랜딩하고 재설계했다. 새로운 홈페이지 형식은 뉴스 피드를 닮았으며, 소셜 미디어의 외부 대화와 다른 출판물의 보도를 통합했다. 이 새로운 형식은 부분적으로 집계 보고를 줄일 것이다.
2024년 12월, 더 버지는 구독 서비스를 통해 일부 콘텐츠에 페이월을 적용하기 시작했다. 이 서비스는 "프리미엄" 보고서, 뉴스레터, 리뷰는 물론 광고 감소 및 기타 기능을 포함한다. 블로그 게시물에서 파텔은 초기 구독 요금이 월 7달러 또는 연 50달러라고 발표했다. 파텔은 또한 이 게시물에서 구독 모델로 전환한 이유가 "우리가 하고자 하는 엄격하고 독립적인 저널리즘"에 대해 점점 더 어려워지는 시장에서 웹사이트가 생존하기 위해서라고 썼다.

## 내용

### 팟캐스트
더 버지는 매주 라이브 팟캐스트인 더 버지캐스트를 방송한다. 첫 에피소드는 2011년 11월 4일이었다. 여기에는 진행자들의 비디오 스트림이 포함되었다. 두 번째 주간 팟캐스트는 2011년 11월 8일에 소개되었다. 더 버지캐스트와 달리 더 버지 모바일 쇼는 주로 휴대폰에 중점을 두었다. 더 버지는 또한 2015년 9월에 월트 모스버그가 진행하는 주간 팟캐스트 Ctrl-Walt-Delete를 출시했다. 더 버지의 What's Tech 팟캐스트는 iTunes의 2015년 최고작 중 하나로 선정되었다. 2017년에 출시되고 애슐리 카먼과 케이틀린 티파니가 공동 진행하는 팟캐스트 Why'd You Push That Button?은 2018년 "이번 주 기술 카테고리"에서 팟캐스트 상을 수상했다.
편집장 닐레이 파텔은 매주 인터뷰 팟캐스트인 디코더를 진행한다. 2024년 2월 8일, 파텔은 디코더가 이제 주 2회 에피소드를 방영할 것이라고 발표했다.

### 비디오 콘텐츠

#### On The Verge
2011년 8월 6일, 에델만과의 인터뷰에서 더 버지의 공동 설립자 마티 모는 웹 텔레비전 시리즈인 더 버지 쇼를 출시한다고 발표했다. 출시 후 이 쇼는 On The Verge로 이름이 변경되었다. 첫 번째 에피소드는 2011년 11월 14일 월요일에 게스트 마티아스 두아르테와 함께 녹화되었다. 이 쇼는 기술 뉴스 엔터테인먼트 쇼로, 형식은 레이트 나이트 토크 쇼와 유사하지만 텔레비전이 아닌 인터넷을 통해 방송된다. 이 쇼의 첫 에피소드는 2011년 11월 15일에 공개되었다.
On The Verge는 총 10개 에피소드가 방송되었으며, 가장 최근 에피소드는 2012년 11월 10일에 방영되었다. 2013년 5월 24일, 이 쇼가 새로운 주간 형식과 새로운 로고 및 테마곡으로 돌아올 것이라고 발표되었다.

#### 기타 비디오 콘텐츠
2013년 5월 8일, 편집장 토폴스키는 더 버지의 비디오 백로그를 담은 웹사이트인 버지 비디오를 발표했다.
2016년에 출시된 가젯 블로그인 Circuit Breaker는 거의 100만 명의 페이스북 팔로워를 확보했으며, 2017년 10월에는 트위터에서 라이브 쇼를 선보였다. 이 블로그의 비디오는 평균 465,000회 이상의 조회수를 기록하며, 2017년 현재 제이크 캐스트레나케스가 편집장으로 재직하고 있다. 또한 2016년에는 USA 네트워크와 더 버지가 텔레비전 시리즈 미스터 로봇의 디지털 애프터쇼인 미스터 로봇 디지털 애프터 쇼에 협력했다. 12월에는 트위터와 복스 미디어가 소비자 가전 전시회를 다루는 더 버지의 프로그램에 대한 라이브스트리밍 파트너십을 발표했다.
로렌 구드가 진행하고 제작한 시리즈 Next Level은 2017년에 데뷔하여 제47회 샌프란시스코/북부 캘리포니아 에미상 (2018) "기술" 부문에서 수상했다. 2017년 8월, 더 버지는 과학 기자 로렌 그루시가 진행하는 웹 시리즈 Space Craft를 출시했다.
2022년, 더 버지는 넷플릭스용 쇼 더 퓨처 오브를 제작했다.

## PC 조립 가이드 논란
2018년 9월, 더 버지는 "편집, 게임 또는 코딩을 위한 맞춤형 PC를 조립하는 방법"이라는 기사를 발행했으며, "2000달러짜리 맞춤형 게임 PC를 조립하는 방법"이라는 동반 유튜브 비디오를 올렸다. 이 비디오는 진행자인 스테판 에티엔이 제시한 거의 모든 단계에서 오류를 포함하고 있다는 비판을 받았다. 예를 들어, 프로세서에 소량의 서멀 그리스 대신 불필요한 양의 서멀 그리스를 도포하는 식이었다. 이후 에티엔에 대한 온라인 괴롭힘 캠페인이 이어졌다.
2019년 2월, 더 버지의 모회사인 복스 미디어의 변호사들은 DMCA 테이크다운 통지를 제출하여, 더 버지의 비디오를 비판하는 유튜브 비디오들을 저작권 침해를 주장하며 삭제해 달라고 요청했다. 유튜브는 BitWit과 ReviewTechUSA 유튜브 채널이 업로드한 두 개의 비디오를 삭제하고 해당 두 채널에 저작권 "스트라이크"를 적용했다. 유튜브는 나중에 더 버지 편집장 닐레이 파텔의 요청으로 두 비디오를 복원하고 저작권 "스트라이크"를 철회했지만, 파텔은 삭제로 이어진 법적 주장에 동의한다고 인정했다. 아르스 테크니카의 티모시 B. 리는 이 논란을 스트라이샌드 효과의 사례로 묘사하며, 이러한 유형의 상황에 대한 공정 이용에 관한 법률이 불분명하지만, "하나의 법적 선례는 ... 이러한 종류의 비디오가 저작권의 공정 이용 원칙 범위 내에 확고히 들어간다는 것을 시사한다"고 말했다.
잘못된 조립 후 거의 3년이 지난 후, PC 조립자이자 유튜버인 리누스 서배스천은 에티엔과 협력하여 "The Verge PC build 수정하기"라는 비디오를 만들었다. 이 비디오에서 에티엔은 PC를 조립할 당시 경험이 많은 조립자가 아니었으며, 그 시점까지 단 4대의 컴퓨터만 조립했고, 더 버지 조립이 카메라 앞에서 처음이었다고 인정했다. 에티엔은 비디오가 공개되기 전에 더 버지가 자신이 본 편집 문제를 해결하기 위해 그의 의견을 들으려 하지 않았고, 비디오가 무조건 업로드되어야 한다고 주장했다고 말했다.